# Lichtenberg (Südliche Böhmerwaldausläufer)
Der Lichtenberg, umgangssprachlich die Gis, ist ein 927 m ü. A. hoher Berg im Mühlviertel in Oberösterreich. Er liegt in der Gemeinde Lichtenberg, etwa 9 Kilometer nördlich des Stadtzentrums von Linz. Er ist ein Ausflugsberg nahe der Landeshauptstadt. Auf seinem Gipfel befindet sich seit 1960 der Hörfunk und Fernsehsender Lichtenberg.

## Lage
Der Lichtenberg wird umgangssprachlich meist als Gis bezeichnet, benannt nach der auf ihm befindlichen Gisela-Warte. Der Lichtenberg dient dem Ballungsraum Linz als Naherholungsgebiet und ist neben Pöstlingberg und Pfenningberg einer der klassischen Linzer Hausberge am Tor zum Mühlviertel. Bei klarer Sicht beeindruckt ein Blick weit ins Alpenvorland bis zum Dachsteinmassiv. In der kalten Jahreszeit liegt Lichtenberg meist über den Hochnebelschichten des Linzer Beckens.
Am Lichtenberg entspringt der Diesenleitenbach und der Kleine Haselbach.

## Geschichte
1702 eröffnete Zäzilia Hengstschläger eine Jausenstation, die nach und nach zum heute noch im Besitz der Familie Hengstschläger stehenden Gasthaus zur Gis ausgebaut wurde.
1856/57 wurde die Aussichtswarte, die Giselawarte, errichtet.
1934 wurde das Dr.-Alexander-Brenner-Haus des ÖTB erbaut.
1957 wurde eine Ausflugsstraße von Altlichtenberg auf die Gis, die Gisstraße, mit Parkplatz und Busumkehr angelegt und eine Postbusverbindung von Linz eingerichtet, die Anfang der 1990er-Jahre eingestellt wurde.
Am Gipfel des Lichtenbergs ragt seit 1959 außerdem der Sender Lichtenberg in die Höhe, ein UKW-/DAB- und Fernsehsender.

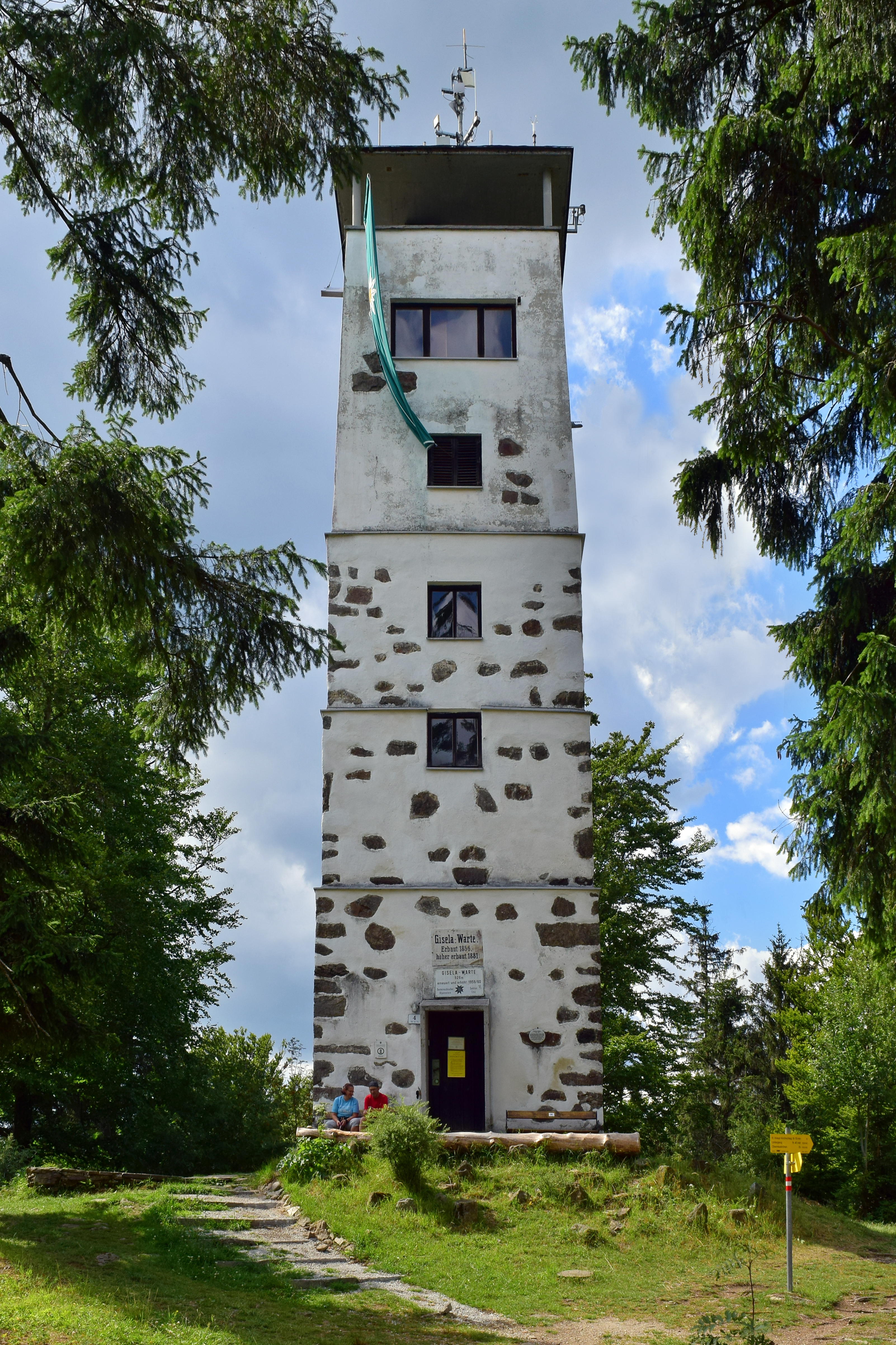
Giselawarte

## Giselawarte
Diese Aussichtswarte wurde 1856 bis 1857 erbaut und im Jahre 1857 zu Ehren der Erzherzogin Gisela – einer Tochter des Kaisers Franz Joseph und dessen Gattin Elisabeth – fertiggestellt. Sie ist im Mühlviertel üblichen Steinbloß-Stil gehalten. An den mutmaßlichen Bauinitiator, den Linzer Kaufmann Johann Pollack, erinnert die unweite Johann Pollack-Quelle.
1877 kam die Warte in den Besitz des Deutschen und Österreichischen Alpenvereins. 1881 wurde ein Holzaufbau aufgebaut. 1921 kaufte der Österreichische Gebirgsverein die Warte, seit 1938 ist sie wieder im Besitz des Deutschen und Österreichischen Alpenvereins (1945 in Österreichischer Alpenverein umbenannt). Gegen Ende des Zweiten Weltkriegs wurde sie durch Luftangriffe auf Linz beschädigt. 1959/60 wurde sie umfassend renoviert und, da der Baumbestand die Aussicht teilweise versperrte, auf 17,54 Meter aufgestockt. Seit 2009 steht die Giselawarte unter Denkmalschutz.

## Freizeit
Mit den Nachbargemeinden durch ein weitläufiges Wegenetz verbunden, zieht die Gis Wanderer und Mountainbiker gleichermaßen an. Auch der Salzsteigweg, ein Österreichischer Weitwanderweg führt über den Gipfel. Im Winter werden mehrere Langlaufloipen regelmäßig gespurt.
Jährlich werden die Sportwettbewerbe Gis-Lauf (seit 1974) und Gis Bike Challenge (seit 2017) veranstaltet.